# モザイク・ラセン
『モザイク・ラセン』は、萩尾望都による日本の漫画。『月刊プリンセス』（秋田書店）にて、1982年9月号から12月号まで連載された。単行本は秋田書店から全1巻で刊行されている。
異世界を舞台にしたSFファンタジー作品。

## あらすじ
少女、美羅は幼いころから不思議な夢を度々見るようになっていた。それは不安な夢であり、美羅が鳥になって空を飛び、谷間に近づくと黒い鳥がいるのである。その黒い鳥は少年で、美羅のことをミリディアンと呼び助けを求めて叫んでいる。不思議な夢は年月が経っても夜毎見るようになっていたが、美羅がイギリスで女学校生活をするようになったある日、黒い鳥の少年は夢の中で不吉な予言を残したまま突然姿を消し、それからその夢を見ることはなくなった。
その夜から3か月経った頃のこと、女学校の音楽の授業中に友人に見せられた写真の少年、ラドリ・マッキャベリは美羅が夢の中で見た黒い鳥の少年そっくりの顔をしていた。調律のため音叉を鳴らしていた美羅は、「共鳴（レゾナンス）」と言った瞬間に気絶してしまい、ラドリが火事で炎にまかれ、人間ではない得体の知れぬものに襲われている夢を見る。
虫の知らせのようなものを感じ、いても立ってもいられなくなった美羅は、友人のサマティと共にラドリの写真が載った雑誌の発行元であるロンドンのトラディショナル出版社を訪ねる。そこでラドリの写真を撮ったカメラマンのリンゴに会い、彼と一緒にラドリの住むホーブに向かったところ、美羅の夢の通り彼の家は火事で焼け、両親は死んでいた。
ラドリがオーバー・ヒルの病院に入院していると聞いた美羅たちは病院を訪れるが、ラドリはショックで口をきけなくなっていた。そこへ駆けつけたマッキャベリ家の古い友人のバーダ・マニ・ハナと話をしていたところ、突然ラドリが消えてしまった。美羅はラドリを連れ戻すため、マニ・ハナの導きを受け夢飛行で異次元の世界に向かう。

## 登場人物

### 地球側の人間
白川 美羅
本作の主人公であり女学校の寮で暮らしている。夜毎見る不思議な夢とラドリ・マッキャベリが気がかりとなり、ロンドンへと向かう。
ラドリ・マッキャベリ
美羅の夢に登場する少年。トラディショナル出版社の雑誌に写真が掲載された直後、ホーブの実家へ戻るが火事になり両親を失う。火事のショックで口をきけなくなり病院へ入院することとなる。
サマティ
美羅の親友であり、ロンドン行きを最初に提案した少女。
リンゴ
トラディショナル出版社のカメラマン。美羅に協力し、ラドリに会うため美羅と共にホーブへと向かう。
バーダ・マニ・ハナ
マッキャベリ氏（ラドリの父親？）の古い友人。スリランカの紳士でエスパー能力がある。サマティの祖父と顔なじみである。
フォリン
マニ・ハナの友人で同じくエスパー能力がある。地球のオオカミ男。
院長
ラドリが入院するオーバー・ヒルの病院の院長。異世界から出稼ぎに地球にきた密入国者。

### 異世界の人間
センジ
音律堂で生活する楽師。ラドリをかくまう。
リーマ
幼い頃センジに拾われて音律堂で生活する女性。ラドリを「天羽」（異世界のエスパー）として操る。
ダダ王子
隣国の大学で4年間留学をしていた。義理の父である「黒の王」と対立している。
スピカ
ダダ王子の幼なじみのボーイッシュな少女。
ララニーア
スピカの姉でダダ王子が子供の頃、婚約していたが大人になる前に水死した。
ライガン
「黒の王」と恐れられる人物で「天羽」として美羅と院長を呼び寄せる。義理の息子のダダ王子を妬んでいる。
シェジュ
下半身がつながった結合双生児の兄弟で、シェジェという名前は2人で1つのもの。兄は顔は醜いが知能があり、弟は顔が美しく「天羽」を呼び寄せる力があるが知能が未発達である。「黒の王」ライガンにより強制的に働かされる。

## 解説
本作は発表当時はオカルト・ロマンとしてジャンル分けされていたが現在ではSF作品としても紹介されることもある。
なお、萩尾は元々『ポーの一族』や『トーマの心臓』、『11人いる!』、『スター・レッド』など『別冊少女コミック』と『週刊少女コミック』（各小学館）での作品発表がメインだが、『月刊プリンセス』においても1976年の『アメリカン・パイ』以降、『少女ろまん』、『花々に住む子供』、『ヨーロッパみぎひだり』、『A-A'』など短編や短期集中連載を中心に発表しており、本作品が同誌における最後の掲載作品となった。
そして、本作品終了後は小学館の『プチフラワー』での連載が飛躍的に増え、他誌での連載が少なくなった。

## エピソード
- 本作に登場する下半身がつながった結合双生児の兄弟の設定は後に『プチフラワー』で発表される「半神」へと受け継がれることとなった[注 2]。
- 連載後半、萩尾は「世界バレエ・フェスティバル」を観に行くためにドイツへと旅行に行ったが、原稿をあげていなかったため、帰国してから描くという、ハードなスケジュールとなった[6]。
- 『月刊プリンセス』において発表された萩尾作品は短編や短期集中連載が中心であるが、これは当時（1970年代後半 - 1980年代初頭）の編集部が24年組をはじめとする大御所漫画家には短編や短期集中連載作品を要求していたからである[注 3]。

## 単行本
- 萩尾望都 『モザイク・ラセン』 秋田書店〈豪華版〉、1983年5月、ISBN 4-253-09951-3、全1巻
- 萩尾望都 『モザイク・ラセン』 小学館〈プチコミックス〉、1986年4月、ISBN 4-09-178035-0、全1巻
- 萩尾望都 『モザイク・ラセン』 秋田書店〈プリンセスコミックス〉、1994年6月、ISBN 4-253-07666-1、全1巻
- 萩尾望都 『モザイク・ラセン』 秋田書店〈秋田文庫〉、1998年12月、ISBN 978-4-253-17252-3、全1巻

## 参考資料
- 河出書房新社編『萩尾望都 少女マンガ界の偉大なる母』（2010年、河出書房新社）
- 米沢嘉博『戦後少女マンガ史』（2007年、筑摩書房）
- 2012年『プリンセスGOLD』6月号別冊ふろくGOLD名作まんがSELECTION 4『モザイク・ラセン』（2012年、秋田書店）